# 新治町 (横浜市)
新治町（にいはるちょう）は、神奈川県横浜市緑区の地名。「丁目」の設定のない単独町名である。住居表示未実施区域。

## 地理
緑区の西部に位置し、東と南に三保町、西に霧が丘、北に十日市場町、北東に小山町と接している。

### 河川
- 恩田川

### 字名
| - 長町 - 西ノ前 - 旭谷 | - 籠場 - 大谷 - 鎌立 |

## 歴史

### 沿革
かつて横浜市編入前のこの場所は、都筑郡新治村大字榎下であった。
- 1939年（昭和14年）4月1日 - 横浜市に編入。横浜市港北区新治町となる[6]。
- 1969年（昭和44年）10月1日 - 行政区再編成により、緑区を新設。横浜市緑区新治町となる[7]。
- 1980年（昭和55年）12月10日 - 土地改良事業に伴い、三保町の一部を新治町に編入、小山町との境界を変更[8]。
- 1981年（昭和56年）3月21日 - 霧ケ丘地区の土地区画整理事業に伴い[9]、新治町の一部を霧が丘一丁目、霧が丘四丁目へ編入[8]。
- 1994年（平成6年）11月6日 - 行政区再編成により、緑区を再設置[10]。

## 世帯数と人口
2025年（令和7年）6月30日現在（横浜市発表）の世帯数と人口は以下の通りである。
| 町丁   | 世帯数    | 人口    |
| ------ | --------- | ------- |
| 新治町 | 1,283世帯 | 2,615人 |

### 人口の変遷
国勢調査による人口の推移。
| 年                 | 人口  |
| ------------------ | ----- |
| 1995年（平成7年）  | 2,277 |
| 2000年（平成12年） | 2,434 |
| 2005年（平成17年） | 2,610 |
| 2010年（平成22年） | 2,599 |
| 2015年（平成27年） | 2,564 |
| 2020年（令和2年）  | 2,599 |

### 世帯数の変遷
国勢調査による世帯数の推移。
| 年                 | 世帯数 |
| ------------------ | ------ |
| 1995年（平成7年）  | 823    |
| 2000年（平成12年） | 902    |
| 2005年（平成17年） | 1,024  |
| 2010年（平成22年） | 1,054  |
| 2015年（平成27年） | 1,077  |
| 2020年（令和2年）  | 1,154  |

## 学区
市立小・中学校に通う場合、学区は以下の通りとなる（2024年11月時点）。
| 番・番地等 | 小学校             | 中学校                 |
| ---------- | ------------------ | ---------------------- |
| 全域       | 横浜市立新治小学校 | 横浜市立十日市場中学校 |

## 事業所
2021年（令和3年）現在の経済センサス調査による事業所数と従業員数は以下の通りである。
| 町丁   | 事業所数 | 従業員数 |
| ------ | -------- | -------- |
| 新治町 | 53事業所 | 295人    |

### 事業者数の変遷
経済センサスによる事業所数の推移。
| 年                 | 事業者数 |
| ------------------ | -------- |
| 2016年（平成28年） | 37       |
| 2021年（令和3年）  | 53       |

### 従業員数の変遷
経済センサスによる従業員数の推移。
| 年                 | 従業員数 |
| ------------------ | -------- |
| 2016年（平成28年） | 248      |
| 2021年（令和3年）  | 295      |

## 施設等
- 横浜市立新治小学校
- 神明神社
- 円光寺
- 新治里山公園
- 新治市民の森

## その他

### 日本郵便
- 郵便番号 : 226-0017[3]（集配局：緑郵便局[20]）

### 警察
町内の警察の管轄区域は以下の通りである。
| 番・番地等 | 警察署   | 交番・駐在所     |
| ---------- | -------- | ---------------- |
| 全域       | 緑警察署 | 十日市場駅前交番 |